# Concert per a trompa núm. 2 (Mozart)
El Concert per a trompa núm. 2 en mi bemoll major, K. 417, és una composició de Wolfgang Amadeus Mozart completada l'any 1783.
L'afecte natural que sentia Mozart cap als seus amics es constata en la curiosa inscripció manuscrita que presenta la partitura: W. A. Mozart s'apiada de Leitgeb, ase, bou i ximple, a Viena el 27 de maig de 1783.
L'obra consta de tres moviments:
1. Allegro maestoso
2. Andante
3. Rondó Più allegro[nota 2]

Aquest és un dels dos concerts per a trompa de Mozart que no inclou fagotes. És també un dels dos concerts per a trompa de Mozart que té trompes de ripieno (trompes incloses en l'orquestra a part dels solistes), encara que en el cas del concert K. 495, el solo de trompa no duplica la primera part de ripieno de trompes en els passatges del tutti.